# 대뇌수도관
대뇌수도관(cerebral aqueduct, aqueduct of the midbrain, aqueduct of Sylvius, Sylvian aqueduct, mesencephalic duct, 중간뇌수도관, 중뇌수도)은 뇌의 제3뇌실과 제4뇌실을 연결하는 작고 좁은 관이다. 뇌수도관은 중뇌를 통과하는 중앙선 구조이다. 중뇌의 더 뒤쪽 부분 전체를 가로질러 머리와 꼬리쪽 방향(rostrocaudally)으로 확장된다. 회색질 층인 뇌수도관 주위 회색질(중앙 회색질)로 둘러싸여 있다.
뇌수도관의 선천적 협착은 선천적 수두증의 원인이다.
프란시스퀴스 실비우스의 이름을 따서 명명되었다.

## 같이 보기
- 눈돌림 신경핵